# Родолфо Андріолі Елой Сантос
Родолфо Андріолі Елой Са́нтос (порт. Rodolfo Andrioly Eloi Santos; нар. 23 вересня 1988, Кашіас-ду-Сул, Бразилія) — бразильський футзаліст, колишній футболіст. Нападник кіпрського клубу «АПОЕЛ».

## Біографія
Починав свою кар'єру як футболіст у клубі «Трезі», де провів два сезони. У 2009 році почав кар'єру футзаліста у Європі з французького клубу «Парі метрополітан». Після одного сезону у столиці Франції перейшов до кіпрського гранда «Омонії». За три роки, проведені у клубі з Нікосії, виграв три «дублі» (чемпіонат+Кубок) і брав участь у двох розіграшах Кубка УЄФА, але далі основного раунду команда не проходила. В цьому турнірі провів 9 матчів і забив 11 голів.
Першу половину сезону 2014/15 провів у «Еносісі», де встиг відзначитися 14 разів (12 — у чемпіонаті, 2 — у Кубку), але у січні 2015 року підписав контракт з «АПОЕЛом» до кінця 2015 року.

## Титули та досягнення
- Чемпіон Кіпру з футзалу (3): 2010/11, 2011/12, 2012/13
- Володар Кубка Кіпру з футзалу (3): 2010/11, 2011/12, 2012/13
- Найкращий бомбардир «Омонії» у Кубку УЄФА з футзалу за всю історію — 11 голів (разом з Манолісом Манолі)